# CX 18 Radio Sarandí Sport
CX 18 Radio Sarandí Sport urugvajska je radijska postaja u vlasništvu tvrtke Sarandí Comunicaciones S. A. Sjedište postaje nalazi se u Montevideu.
Cjelokupni radijski program, uglavnom športski, prenosi se na španjolskom jeziku na valnoj duljini (frekvenciji) od 890 AM-a.
Snaga odašiljača za dnevni program iznosi 50 KW, a za noćni 10 KW.
Ista tvrtka (Sarandi) također vodi i drugu gradsku radijsku postaju CX 8 Radio Sarandí.
Postaja je članica trgovačko-lobističke udruge ANDEBU, koja brani i štiti prava odašiljača radijskih i televizijskih programa.